# Félicien Van De Putte
Félicien Van De Putte 1898, var en friidrottare från Belgien. Han deltog vid olympiska sommarspelen 1924.